# Municipio de La Antigua
El municipio de La Antigua es uno de los doscientos doce municipios en que se encuentra dividido el estado mexicano de Veracruz. De acuerdo al censo del año 2020, el municipio tenía un total de 28,682 habitantes. La cabecera municipal es José Cardel, dicha localidad en 2020 tenía 20,165 habitantes.

## Toponimia
El nombre del municipio es el resultado del proceso histórico que  tuvo la localidad de La Antigua. En 1519 la Villa Rica de la Veracruz fue fundada frente a la isla de San Juan de Ulúa, a los pocos días se trasladó a Quiahuiztlán, para después en 1525 volver a ser trasladada, ahora a orillas del Río Huitzilapan. En 1527 deja de ser villa para convertirse en ciudad. A partir de entonces, se le conoció como ciudad de Veracruz o simplemente, Veracruz. En 1600, el virrey de la Nueva España dispone fundar la actual ciudad de la Nueva Veracruz, por lo que a partir de abril de ese año, se empieza a conocer como la Antigua Veracruz o Vieja Veracruz, en contraste con la nueva ciudad, nombre que conservó hasta el siglo XIX, cuando se abrevia, a solo La Antigua.

## Geografía

### Ubicación
El municipio de La Antigua se encuentra ubicado entre los paralelos 19° 13’ y 19° 26’ de latitud norte y los meridianos 96° 13’ y 96° 24’ de longitud oeste.

### Clima
En la región predomina un clima tropical con régimen térmico cálido-regular, con lluvias abundantes en el verano y a principios del otoño, y en el invierno de menor intensidad por la influencia de los vientos del norte, con temperaturas máximas de 33.1 °C en el mes de mayo (1993 a 2003, de acuerdo a los datos del ERIC III, pero actualmente se llegan a registrar en la zona temperaturas de hasta 40 °C) y con una temperatura mínima de 16.4 en el mes de enero (ERIC III), la época de lluvias se presenta a finales del mes de mayo y termina a principios del mes de noviembre en estos meses se tiene en promedio una precipitación de 167.8 mm, la humedad relativa en promedio anual es de 79%.

### Límites municipales
Tiene límites administrativos con los siguientes municipios y/o accidentes geográficos, según su ubicación:
| Noroeste: Puente Nacional | Norte: Úrsulo Galván |                       |
| Oeste: Paso de Ovejas     |                      | Este: Golfo de México |
|                           | Sur: Veracruz        | Sureste: Veracruz     |

## Historia
En 1518 el capitán español Juan de Grijalva arriba al islote que llamó San Juan de Ulúa. El Viernes Santo, 22 de abril de 1519, Hernán Cortés y su armada llegaron a las playas que se encontraban frente al islote de San Juan de Ulúa, llamadas Chalchihuecan. La Villa Rica de la Veracruz fue fundada por el conquistador español Hernán Cortés, por Francisco de Montejo y Alonso Hernández de Portocarrero a finales de mayo de 1519, igual que su ayuntamiento, según la narración de Bernal Díaz del Castillo, lo que la convirtió en el primer ayuntamiento y la primera villa fundada por europeos en México. Sus primeros alcaldes fueron Francisco de Montejo y Alonso Hernández de Portocarrero.
Días después de fundada la villa fue trasladada a Quiauixtlán en donde permaneció hasta 1525.
El rey Carlos I de España, otorgó mediante Real Cédula el escudo de armas a la Villa Rica de la Veracruz el 4 de julio de 1523. En 1525, la villa volvió a cambiar de ubicación y se trasladó a orillas del río Huitzilapan. En 1527 dejó de ser villa y se le otorgó el título de ciudad. A finales del siglo XVI hubo la intención de trasladarla a las playas que estaban enfrente de la isla de San Juan de Ulúa, que se habían estado poblando paulatinamente. El 28 de marzo de 1600, el virrey Gaspar de Zúñiga y Acevedo, conde de Monterrey, emitió una provisión real creando la Ciudad de la Nueva Veracruz. Ello provocó que las actividades de la aduana, la hacienda real y el comercio que se realizaban en la antigua Ciudad de Veracruz se transfirieran a la nueva ciudad. La mayor parte de sus habitantes se mudó a la nueva ciudad, así como los conventos y los hospitales. La ciudad no desapareció pero el número de habitantes era mínimo, continuó funcionando la alcaldía mayor y la parroquia.
En los siguientes siglos, la población siguió siendo pequeña aunque con el título de ciudad. Los habitantes se dedicaban principalmente a la pesca y el cultivo. 
En 1786, se reformó el gobierno virreinal y desaparecen las alcaldías mayores, en su lugar se establecieron las subdelegaciones. En 1824 se creó el municipio quedando La Antigua como su cabecera. 
Alrededor de 1892, se terminó el tramo del ferrocarril Veracruz-Xalapa, estableciéndose una estación en el sitio de San Francisco de las Peñas, cercano a La Antigua. Este logro fue posible en parte gracias a Francisco S. Lara, un acaudalado propietario y destacado alcalde de La Antigua, quien donó terrenos y materiales para la construcción del ferrocarril. La nueva estación creció sobre la base de las facilidades de comunicación y comercio con las principales ciudades, una ventaja que la cabecera municipal de La Antigua no tenía. Por decreto del 1 de enero de 1913, la cabecera municipal pasó de La Antigua a la congregación de San Francisco de las Peñas al año siguiente este decreto es derogado, pero finalmente el 1 de abril de 1925 dejó de ser la cabecera municipal.

## Demografía

### Dinámica poblacional
El municipio de La Antigua cuenta con 25 500 habitantes, de los cuales 12 286 son hombres y 13 214 son mujeres; con una relación de 97.77 hombres por cada 100 mujeres. Cuenta con 78 habitantes que hablan alguna lengua indígena.

### Religión
La principal religión es la Católica, ya que 15 295 habitantes la profesan.

## Arte y cultura

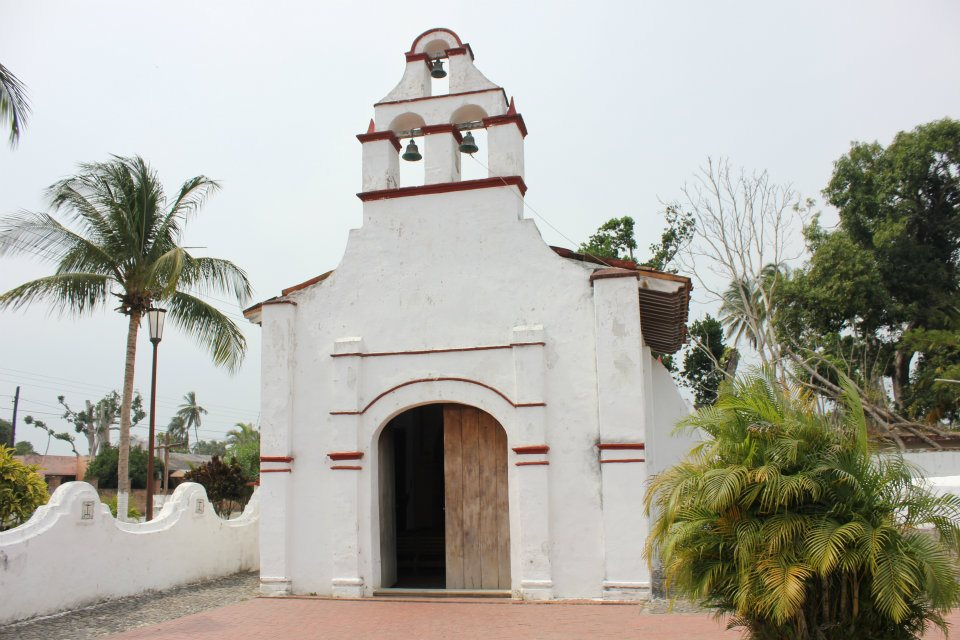
Ermita del Rosario

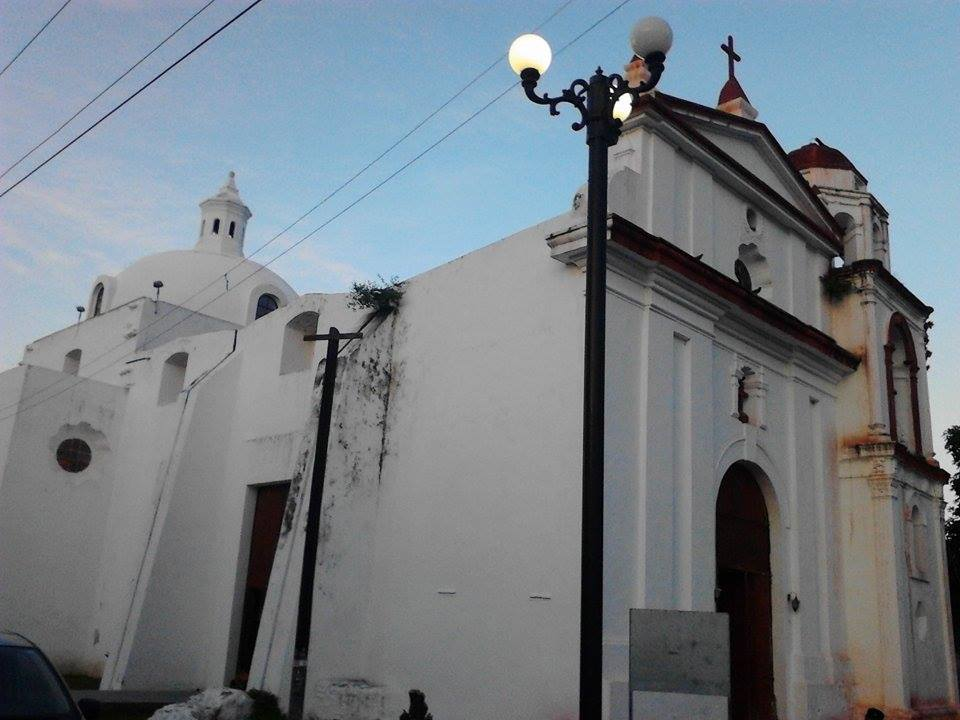
Parroquia del Santo Cristo del Buen Viaje

### Arquitectura
En esta población se encuentran importantes símbolos históricos de Veracruz, entre ellos:
- Casa de Hernán Cortés: Popularmente tiene este nombre, pero esta construcción funcionó como Casa de la Contratación, durante el siglo XVI. Fue construida con piedra de río, ladrillo catalán y cal, con partes de piedra de coral, y aplanados de cal y arena de río.[19]  A su lado se encuentra un cañón traído por los españoles que fue rescatado por los pobladores hace aproximadamente 45 años. Para poder sacarlo fue necesario dinamitarlo, fracturándose la parte delantera del mismo y siendo llevado a los astilleros de Veracruz, donde fue soldado. Posteriormente, fue trasladado al lugar original hallándose exhibido en el exterior de la casa.
- Ermita del Rosario: Esta iglesia fue construida en el siglo XVI, siendo "difícil identificar la fecha de su construcción y si se debe ésta a los franciscanos o al clero secular".[20]  Su arquitectura es de tipo español, con su espadaña para tres campanas y su atrio en el que se ven las catorce estaciones del Vía Crucis, hechas en mosaico de talavera, dentro de ella se encuentra una pila bautismal labrada por indígenas hecha de piedra volcánica y de una sola pieza.
- Edificio del Cabildo: Construido en el siglo XVI, ocupado por el primer ayuntamiento fundado en la Nueva España.
- Cuarteles de Santa Ana: Fortificación Militar construida en el siglo XIX.

### Festividades
La principal fiesta religiosa es el 3 de mayo, día de la Santa Cruz.

## Gobierno y administración
El gobierno del municipio está a cargo de su Ayuntamiento, que es electo mediante voto universal, directo y secreto para un periodo de tres años que no son renovables para el periodo inmediato posterior pero sí de forma no continua. Está integrado por el Presidente Municipal,un Síndico Único y cuatro regidores, uno electo por mayoría relativa y tres por representación proporcional. Todos entran a ejercer su cargo el día 1 de enero del año siguiente a su elección.

### Subdivisión administrativa
Para su régimen interior, el municipio además de tener una cabecera y manzanas, se divide en rancherías y congregaciones, teniendo estas últimas como titulares a los subagentes y agentes municipales, que son electos mediante auscultación, consulta
ciudadana o voto secreto en procesos organizados por el Ayuntamiento.
En el municipio se cuenta con ocho congregaciones, las cuales son El Modelo, Nicolás Blanco, Playa Oriente, La Antigua, Salmoral, La Posta, José Ingenieros y Pureza.

### Representación legislativa
Para la elección de diputados locales al Congreso de Veracruz y de diputados federales al Congreso de la Unión, el municipio se encuentra integrado en el Distrito electoral local XIX La Antigua con cabecera en la ciudad de José Cardel y el Distrito electoral federal XIII Huatusco con cabecera en la ciudad de Huatusco.